# 구다국
구다국(後沙伐)은 고대 국가로, 26년에 고구려 대무신왕에 의해 개마국이 멸망하자 구다국의 왕이 고구려에 항복해 고구려에 복속되었다.